# Lucina Hagman
Lucina Hagman (Kälviä, 5 giugno 1853 – Helsinki, 6 settembre 1946) è stata una politica, scrittrice e docente finlandese, nota come una delle prime femministe e attiviste sociali del suo Paese..

## Biografia
Lucina Hagman è stata una delle prime femministe finlandesi, tra le prime donne parlamentari al mondo a seguito delle Elezioni parlamentari in Finlandia del 1907 e tra le fondatrici, nel 1899, dell'Associazione Martta.
Come pedagogo, era fautrice della educazione mista ragazzi-ragazze. Fu, inoltre, la prima donna in Finlandia a ricevere il titolo di professoressa, nel 1928.

## Opere
- (FI) Minna Canthin elämäkerta, Helsingissä, Otava, 1911, OCLC 45652997.
- (FI) Fredrika Bremer kuvaus vuosisatamme alkupuolelta, Porvoossa, Söderström, 1886, OCLC 894148584.